# AS Tempête Mocaf
AS Tempête Mocaf is een Centraal-Afrikaanse voetbalclub uit de hoofdstad Bangui. Ze komen uit in de Première Division, de hoogste voetbaldivisie van het land. De club is binnen eigen landsgrenzen de succesvolste club, want het won al tien keer de landstitel en zes keer de beker.

## Erelijst
- Landskampioen

1976, 1984, 1990, 1993, 1994, 1996, 1997, 1999, 2003, 2009
- Beker van de Centraal-Afrikaanse Republiek

Winnaars (6) : 1974, 1982, 1985 ,1992, 2003, 2011